# Mandy Patinkin
Mandel Bruce Patinkin (Chicago, 1952. november 30. –) Primetime Emmy- és Tony-díjas amerikai színész, énekes.

## Életes és pályafutása
Felső-középosztálybeli ortodox zsidó családból származik, orosz és lengyel felmenőkkel. Vallásos nevelésben részesült, a zsinagóga kórusában is énekelt. 1970-ben érettségizett a Harvard St. George Schoolban, majd a Kansasi Egyetemen és a Juilliard Schoolban szerzett diplomát, drámaszakon.
A Chicago Hope Kórház című kórházi drámasorozat főszereplőjeként Primetime Emmy-díjat nyert. A 2000-es évek elején vendégszerepelt az Angyali érintés, a Boston Public és az Esküdt ellenségek, epizódjaiban. 2003 és 2004 között a Haláli hullák című vígjáték-drámasorozat visszatérő szereplője volt. 
Az Evita című musicalben, Che megformálásáért Tony-díjat kapott. Szintén Tony-díjra jelölték a Sunday in the Park with George címszerepéért és a The Wild Party musicalben nyújtott alakításáért. További színházi szerepek fűződnek a nevéhez, mint a 2003-as Williamstown Színházi Fesztivál során bemutatott The Secret Garden, továbbá a Falsettos, a The Knife, a Leave It to Beaver is Dead, a The Shadow Box és az Enemy of the People darabokban nyújtott játéka, illetve a Public Theatre-ben bemutatott IV. Henrik és a Téli rege.
Énekesként számos album és turné fémjelzi a nevét világszerte. New Yorkban él.

## Filmográfia
- 2011: Homeland (Saul Berenson
- 2006: Everyone’s Hero; Stanley Irving (szinkronhang)
- 2005: Gyilkos elmék (Criminal Minds), tévésorozat; Jason Gideon ügynök
- 2004: A 323-as járat tragédiája (NTSB: The Crash of Flight 323); Al Cummings
- 2003: Haláli hullák (Dead Like Me), tévésorozat; Rube Sofer
- 2001: Pinero; Joseph Papp
- 1999: Elmo nagy kalandja (The Adventures of Elmo in Grouchland); Huxley
- 1998: Lulu a hídon (Lulu on the Bridge); Philip Kleinman
- 1997: A Notre Dame-i toronyőr (The Hunchback of Notre Dame), tévéfilm; Quasimodo
- 1994: Chicago Hope Kórház (Chicago Hope), tévésorozat; Dr. Jeffrey Geiger
- 1994: Az utolsó igaz harcos (Squanto: A Warrior's Tale); Daniel testvér
- 1993: A gyereknepper (Life With Mikey); Irate Man
- 1991: Madonnával az ágyban (Madonna: Truth or Dare); önmaga
- 1991: Impromtu (Impromptu); Alfred DeMusset
- 1991: Kétszínű igazság (True Colors); John Palmeri
- 1991: A doktor (The Doctor); Murray
- 1990: Dick Tracy; 88 Keys
- 1988: Földönkívüli zsaru (Alien Nation); Samuel „George” Francisco nyomozó
- 1987: A herceg menyasszonya (The Princess Bride); Iñigo Montoya
- 1985: Maxie; Nick
- 1983: Daniel; Paul Isaachon
- 1983: Yentl; Avigdor
- 1981: Ragtime; Tateh

## Díjak és jelölések
- 1995 – Emmy-díj – a legjobb színész dráma sorozatban (Chicago Hope Kórház)
- 1995 – Golden Globe-díj, jelölés- a legjobb színész dráma tv-sorozatban (Chicago Hope Kórház)
- 1984 – Golden Globe-díj, jelölés – a legjobb vígjáték vagy musical színész (Yentl)